# Sint-Antonius van Paduakerk (Lepelstraat)
De Sint-Antonius van Paduakerk is een rooms-katholieke kerk in het Nederlandse dorp Lepelstraat. 
De kerk werd in 1874-1875 gebouwd, ter vervanging van een oudere schuurkerk. Architect C.P. van Genk ontwierp een driebeukige kruisbasiliek in neoromaanse stijl, met een 63 meter hoge toren. Op 12 september 1875 werd de kerk plechtig ingewijd door bisschop Henricus van Beek.
Op 28 oktober 1944 werd de kerk grotendeels verwoest, toen de terugtrekkende Duitsers het gebouw opbliezen om te voorkomen dat de geallieerden de hoge kerktoren als uitzichtpunt zouden gebruiken. In 1948 werd de kerk herbouwd, maar zonder de toren en met een ander voorfront. 
De kerk is tot op heden in gebruik bij de parochie Sint-Christoffel. 